# Jeune Irlande

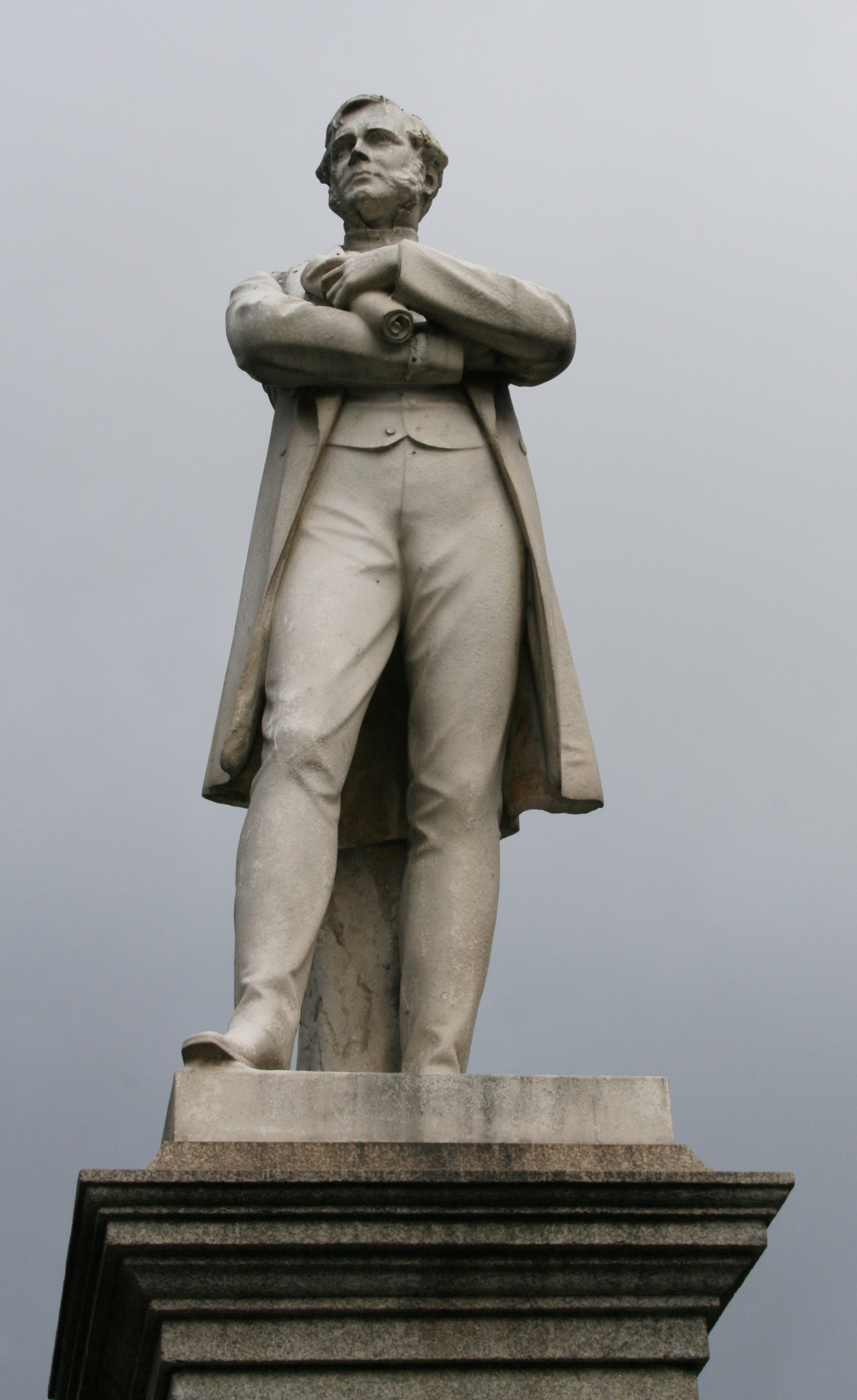
Statue de William Smith O'Brien (17 octobre 1803 - 18 juin 1864), nationaliste irlandais, député (MP) et chef du mouvement Young Ireland) sur O'Connell Street, Dublin, Irlande.

Jeune Irlande (irlandais : Éire Óg, (ˈeːɾʲə ˈoːɡ), anglais : Young Ireland) est un mouvement révolutionnaire et nationaliste irlandais qui a été actif au milieu du XIXe siècle, créé en 1842, dissous en 1849.

## Histoire
Jeune Irlande s'est développé autour du magazine hebdomadaire « The Nation », fondée en octobre 1842, qui appelait à la restauration d'un gouvernement irlandais par l'abrogation de l'Acte d'Union. La revue a été créée par Charles Gavan Duffy, un jeune journaliste catholique et Thomas Davis, un protestant diplômé de Trinity College. Le Mouvement s'efforçait de dépasser les clivages confessionnels. Attirant le milieu des intellectuels, la revue développa une littérature de combat en s'efforçant de faire revivre la langue gaélique
Ils se placèrent dans la droite ligne de Daniel O'Connell et de sa Repeal Association dans sa demande d’abrogation mais, dans le même temps, déplorait sa prudence légaliste et sa confiance mise en l'Église catholique. Devant les positions plus intransigeantes du mouvement Jeune Irlande, O'Connell prit la décision en 1845 de les exclure de son association. Les Jeunes Irlandais fondait l'année suivante une nouvelle organisation, la Confédération irlandaise, bientôt divisée en tendance modérée (O'Brien) et un courant prônant la lutte armée (John Mitchel)
Leur désir de rébellion fut exacerbé par le désespoir causé par la Grande famine en Irlande et par le réveil nationaliste causé par la contagion révolutionnaire qui envahit l'Europe à la suite de la révolution de 1848 en France.

## Le soulèvement de 1848
John Mitchel prônait ouvertement l'insurrection dans son journal The United Irishman. Il est arrêté en mai 1848 et condamné à 14 ans de déportation en Australie.
William Smith O'Brien et Francis Meagher tentent de soulever le Munster en juillet 1848. Malheureusement pour les rebelles, ils ne réussissent à rassembler qu'une cinquantaine de personnes et la rébellion échoua donc lamentablement après une escarmouche à Ballingarry. Cette rébellion fut baptisée de façon moqueuse: "The Battle of widow McCormack's cabbage patch (La bataille du carré de choux de la veuve McCormack)".
Les participants à la révolte furent tout de suite arrêtés et, pour la plupart, déportés en Australie.
Le mouvement Young Ireland va marquer durablement le mouvement nationaliste irlandais en tentant de justifier le recours à la violence et en faisant apparaître un des symboles essentiels des futurs républicains irlandais : le drapeau tricolore. Ses valeurs seront reprises plus tard par le mouvement Fenian ou l'Irish Republican Brotherhood.

## Personnalités ayant fait partie du mouvement
- Thomas Antisell
- Margaret Callan
- Thomas Davis
- Michael Doheny
- John Mitchel (en)
- Charles Gavan Duffy
- Francis Meagher
- Thomas MacNevin (en)
- John Blake Dillon
- Thomas D'Arcy McGee
- James Clarence Mangan
- William Smith O'Brien
- James Fintan Lalor (en)